# 1562
1562 (MDLXII) a fost un an comun al calendarului iulian, care a început într-o zi de joi.

## Arte, științe, literatură și filozofie
- Despot Vodă deschide Colegiul latin de la Cotnari.

## Nașteri
- 25 noiembrie: Lope de Vega (n. Felix Lope de Vega y Carpio), scriitor spaniol (d. 1635)

## Decese
- 17 noiembrie: Antoine de Navara  (n. 1518)
- 9 octombrie: Gabriele Falloppio  (n. 1523)
- 18 octombrie: Petru de Alcantara  (n. 1499)
- 17 decembrie: Eleonora de Toledo  (n. 1522)
- dată necunoscută: Liutfi Pașa  (n. 1488)
- 13 februarie: Francisc I, Duce de Nevers  (n. 1516)
- dată necunoscută: Iliaș Rareș  (n. 1531)
- dată necunoscută: François Bréa pictor italian (n. 1495)